# Bryobia attica
Bryobia attica är en spindeldjursart som beskrevs av Hatzinikolis och Emmanouel 1990. Bryobia attica ingår i släktet Bryobia och familjen Tetranychidae. Inga underarter finns listade.